# Timbres, espace, mouvement
Timbres, espace, mouvement is een werk voor orkest dat in 1978 werd gecomponeerd door Henri Dutilleux. Het draagt als ondertitel La nuit etoilée, wat een verwijzing is naar het schilderij De sterrennacht van Vincent van Gogh. Dit schilderij vormde de inspiratie voor Dutilleux voor en tijdens het componeren. Hij droeg de compositie op aan Charles Münch.
De componist, zelf een achterkleinzoon van de kunstschilder Constant Dutilleux, is altijd gefascineerd geweest voor beeldende kunst. In de compositie was hij bewust bezig met de spirituele vragen die Van Gogh zou hebben gehad bij het schilderij. De extremen in het register vertegenwoordigen de hoogteverschillen tussen de hemel en de aarde. De opstelling van het orkest paste hij aan, door de cellisten in een halve cirkel voor het podium te plaatsen.
Timbres, espace, mouvement ging in 1978 in première in een uitvoering van het National Symphony Orchestra in Washington D.C. onder leiding van Mstislav Rostropovitsj.
Het werk wordt uitgevoerd door 12 cello's, 10 contrabassen, 4 fluiten, 4 hobo's, 4 klarinetten, 4 fagotten, 4 hoorns, 3 trompetten, 3 trombones, pauken, percussie, een tuba, een harp, een celesta. In het robuuste geluid ontbreken de hoge snaarinstrumenten.